# Планиране на проект
Планирането на един проект е първата фаза след подписването на хартата на проекта. Според методологията на PMI тази фаза започва с начална среща на целия екип.
Във фазата трябва да се изработят:
- Съставна структура на работата;
- Документ на обхвата;
- Таблица на отговорностите;
- Диаграма на последователностите (най-често крайният резултат е диаграма на Гант).

Широко разпространена заблуда е, че преизпълнението на плана (например на финансовата му страна) е нещо положително. В литературата (вкл. и в методологията на PMI) се обръща специално внимание на опровергаване на тази заблуда. Един от най-тривиалните аргументи е, че ресурсите, планирани за проекта, но не използвани, са можели да бъдат използвани за други цели и по този начин са пропуснати ползи.

## Подходи към планирането
Когато трябва да бъде планиран в детайли един проект, могат да се използват различни подходи:
- От горе надолу – този подход е уместен например когато за проекта има точно фиксирани цели, време или средства. В него ръководителят на проекта разпределя наличните цели или ресурси между членовете на екипа или подизпълнителите. Същата техника се прилага след това за подпроектите;
- От долу нагоре – препоръчва се когато екипът е съставен от опитни или самостоятелни участници, които опрделят ресурсите, които са необходими за изпълнението на всяка задача. След това частите се акумулират в цялостния план.

В практиката много често се използва смесен подход, при който някои планове се правят от горе надолу, а други от долу нагоре.
За високорискови и несигурни проекти често се прилага планиране на принципа на вълната или гъвкава методология за планиране.

## Средства, които могат да се използват при планиране
- Предишни сходни проекти;
- Експертни оценки;
- Осреднена статистика за средата и пазара.

## Техники и инструменти за планиране
В процеса на планиране на проекта се използват множество техните и инструменти, които подпомагат изпълнението на неговите цели. Най-известните сред тях са:
- Съставна структура на работата (Work Breakdown Structure, WBS) – Това е дървовидна диаграма, която представлява разбивка на работа на по-малки задачи, които по-лесно могат да бъдат анализирани, планирани и управлявани. Намира широко приложение при анализирането на обхвата на проекта – корен на структурата е самия проект, върховете са по-конкретни задания, а листата са конкретни задачи, които именно се анализират и оценяват. Обикновено към структурата съществува допълнителен документ, които дава допълнителна информация относно задачите – за какъв период от време ще бъдат извършени, кой носи отговорност за тях, допълнителни спецификации и т.н.;
- Метод на критични път (Critical Path Method, CPM) – CPM е алгоритъм, който позволява ефективното планиране и приоритизиране на съвкупността от дейности (в общ график), отчитайки времената им за изпълнение и зависимостите между тях. В този смисъл за може да се приложи този алгоритъм са нужни: списък от всички дейности, техните времеви рамки и зависимостите между тях. На база на тях се изчислява най-дългия и най-късия път за изпълнение на всички планирани дейности (и съответно на самия проект), както и кога най-рано или най-късно трябва да започне работата по конкретна планирана дейност. Една дейност е критична, ако всяко забавяне при нейното изпълнение води до забавяне на целия проект (изместване на крайния срок на проекта). Критичен път в този смисъл представлява непрекъсната последователност от критични дейности, които свързват началото и края на проекта. От определението става ясно, че то дефинира най-късия път за изпълнението на проекта (най-малко време за изпълнение). Критичните пътища могат да бъдат повече от един и да се извършват паралелно. Първоначално CPM е вземал предвид само логическите зависимости между отделните дейности. Впоследствие той намира широко приложение и при планирането на използваните ресурси („resource critical” paths);
- Техниката за преглед и оценка на програми (Program Evaluation and Review Technique, PERT) – Техника за ефективно планиране на съвкупността от дейности (в общ график) базирана на събития и вероятности. Тя е подходяща, когато водещ фактор в проекта е времето и последователността от събития е подчинена на определени условия. За да настъпи определено събитие, са необходими извършването на определени действия (наличието на определени условия). За всяко действие се дават три оценки – оптимистична, песимистична и най-вероятна. На база на тях се определят времето и разходите за изпълнението на всяка от дейностите и след това чрез използването примерно на CPM се оценява настъпването на събитията и изпълнението на проекта (конкретния начин, по който се оценява това определя типа на използвания PERT);
- Диаграма на Гант (Gantt Chart) – Една от най-използваните диаграми за изобразяване и следене на графика на проекта. При него всяка задача има начална и крайна дата като всички задачи са подредени в хоризонтална скала на времето.